# Дюфрен, Хенни
Хенни Дюфрен (англ. Henny Dufresne; род. 10 октября 1980) — сейшельский футболист, полузащитник. Выступал за сборную Сейшельских Островов.

## Клубная карьера
На клубном уровне играл за «Саншайн» (2003—2004), «Сен-Мишель Юнайтед» (2005—2013), «Сент-Льюис Санс Юнайтед» (2014), «Плезанс» (2015—2017). Победитель Кубка Президента Сейшел 2008.

## Карьера в сборной
Дебютировал за национальную сборную Сейшельских Островов 8 сентября 2002 года в матче против Эритреи (1:0). Принимал участие в отборочных матчах Кубка африканских наций и чемпионата мира.
В 2011 году вместе с командой завоевал первую в истории страны победу на Играх островов Индийского океана.
Четырежды выступал в розыгрыше Кубка КОСАФА (в 2005, 2006, 2007 и 2008 годах).
За время своей международной карьеры, завершившейся в 2014 году, Дюфрен провёл 30 официальных матчей под эгидой ФИФА, не забив ни одного гола, а также сыграл в трёх неофициальных встречах, в одной из которых отметился забитым мячом.